# Georges Thierry d’Argenlieu

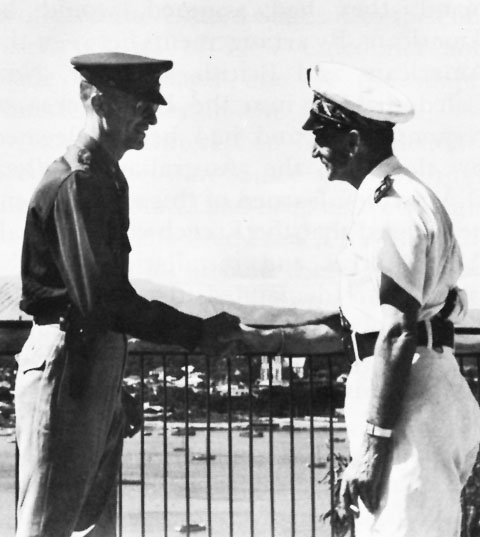
Thierry d’Argenlieu (rechts) mit Brigadegeneral Alexander M. Patch, USA

Georges Louis Marie Thierry d’Argenlieu OCD, Ordensname Louis de la Trinité (* 7. August 1889 in Brest; † 7. September 1964 ebenda), war ein französischer Ordenspriester; Provinzial der Unbeschuhten Karmeliten in Frankreich; im Zweiten Weltkrieg Admiral des freien Frankreich; 1942–1943 Minister ohne Portefeuille und 1945 bis 1947 Generalgouverneur und Hochkommissar in Indochina.

## Leben

### Herkunft und Familie

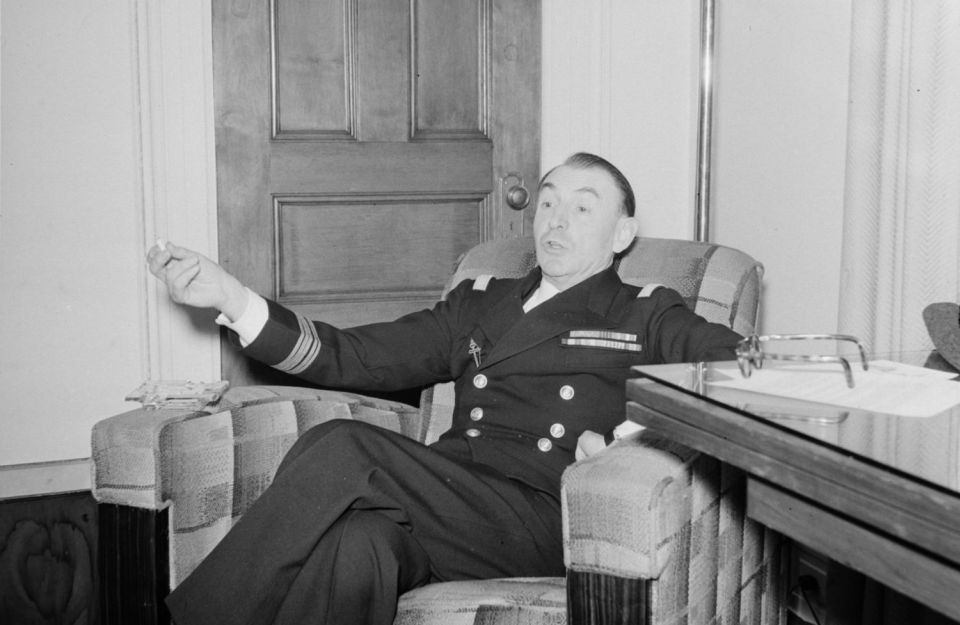
Georges Thierry d'Argenlieu, als Repräsentant von Charles de Gaulle in Kanada.

Georges Thierry d’Argenlieu wurde am 7. August 1889 als Sohn des Generalkontrolleurs der Marine Olivier Thierry d’Argenlieu in Brest in der Bretagne geboren. Die Familie stammte ursprünglich aus dem Ort Argenlieu bei Avrechy, Département Oise in der Picardie, und hatte eine starke religiöse und militärische Tradition. Georges war das dritte von sechs Kindern. Der älteste Bruder, René, wurde ebenfalls Marineoffizier, der zweitälteste, Olivier, wurde Offizier im Heer, er fiel im Mai 1940 als General. Der dritte Bruder, Jean, und das jüngste Kind der Familie, François, wurden Dominikaner. Die beiden Schwestern, Marguerite und Cécile, traten in das Institut Notre-Dame-de-Sion ein. Georges besuchte zunächst das Collège Stanislas in Paris und das Lycée Saint-Charles der Marianisten in Saint-Brieuc und wurde im Oktober 1906 zur École navale in Lanvéoc zugelassen.

### Erste Jahre in der Marine und Erster Weltkrieg
Nach dem Abschluss der Marineakademie wurde er 1909 Enseigne de vaisseau de deuxième classe, 1911  Enseigne de vaisseau de première classe auf dem Linienschiff Bouvet und nahm 1912/13 auf dem Kreuzer Du Chayla an der Expedition nach Marokko teil. Als 24-Jähriger erhielt er dafür das Kreuz der Ehrenlegion.
Im Ersten Weltkrieg 1914–1918 patrouillierte er zunächst auf verschiedenen Torpedobooten im Mittelmeer, wurde, seit Juli 1917 Lieutenant de Vaisseau, Offizier im Stab des Marinepräfekten von Toulon, Admiral Lacaze, und 1918 Kommandant des Patrouillenbootes La Tourterelle. Er zeichnete sich besonders bei der Rettung eines Truppentransporters aus.

### Religiöse Berufung und Eintritt in den Carmel
Schon 1915, während eines Urlaubs, hatte Thierry d’Argenlieu Bekanntschaft mit der Priorin des Carmel de Vienne in der Dauphiné und dem Beichtvater des Carmels, Pater Crozier, gemacht. Er hatte eine Pilgerreise nach Paray-le-Monial unternommen, die Schriften der heiligen Teresa von Ávila, des heiligen Johannes vom Kreuz und der Therese von Lisieux studiert und war während eines Zwischenaufenthaltes auf Malta in den Dritten Orden eingetreten.
1919 hatte er mit seinem Torpedoboot die von den Türken vertriebenen Karmeliten des Berges Karmel von Haifa nach Carpentras evakuiert. Da seine Berufung zum religiösen Leben immer stärker wurde, reichte er 1919 seinen Abschied ein und bereitete sich auf den Eintritt in den Orden der unbeschuhten Karmeliten vor. Gemeinsam mit Jacques Froissart (später Père Bruno de Jésus-Marie) und Jean Vauvilliers studierte er Philosophie an der Päpstlichen Universität Heiliger Thomas von Aquin, der Hochschule der Dominikaner in Rom, und trat nach seiner Rückkehr als Bruder Louis de la Trinité in den Carmel in Avon (Seine-et-Marne) bei Fontainebleau ein. Nach dem Noviziat legte er am 15. September 1921 seine ersten Gelübde ab, studierte dann vier Jahre Theologie in Lille und wurde dort 1925 zum Priester geweiht. Seit 1927 Subprior des Konvents in Lille, wurde er 1932 zum Provinzial der gerade wiedererrichteten Pariser Karmelitenprovinz gewählt und 1935 und 1938 in diesem Amt bestätigt.

### Zweiter Weltkrieg und Freies Frankreich
Im Rahmen der französischen Mobilmachung wurde im August 1939 auch der Reserveoffizier Pater Louis de la Trinité OCD eingezogen und als Marineoffizier reaktiviert. Er wurde dem Stab des Verteidigungsbezirks Cherbourg zugeteilt und am 10. Februar 1940 zum Capitaine de corvette befördert. Nachdem sein Bruder, der General Olivier Thierry d’Argenlieu, am 19. Mai 1940 im Kampf gegen die Deutschen gefallen war, geriet Thierry d’Argenlieu bei der Verteidigung des Marinearsenals in Cherbourg am 19. Juni in deutsche Kriegsgefangenschaft. Er sollte per Bahntransport nach Deutschland gebracht werden, konnte aber am 22. Juni entkommen und sich mit einem Fischerboot über den Kanal zunächst nach Jersey und von dort nach England durchschlagen.
In London angekommen nahm Thierry d’Argenlieu Kontakt mit den dortigen Karmeliten auf und stellte sich dem Chef der eben gegründeten Freien Französischen Streitkräfte FFL und des Nationalen Verteidigungskomitees, Général de brigade Charles de Gaulle, zur Verfügung. Am 1. Juli 1940 schlug er de Gaulle die Verwendung des Lothringer Kreuzes als Symbol der französischen Exil-Truppen vor. Am 23. Juli 1940 wurde er zum Capitaine de frégate befördert, zum kommissarischen Admiralstabschef und zum Militärgeistlichen der Freien Französischen Seestreitkräfte (Forces navales françaises libres, FNFL) unter Admiral Muselier ernannt.
Ende August ging er mit General de Gaulle an Bord des niederländischen Paketschiffs Westernland auf die gescheiterte Mission nach Dakar in Französisch-Westafrika. Als Thierry d’Argenlieu am 23. (nach anderen Angaben am 25.) September versuchte, mit einer aus fünf Offizieren bestehenden Verhandlungsdelegation an Land zu gehen, um den dortigen Vichy-treuen französischen Generalgouverneur Boisson zum Anschluss an das Freie Frankreich zu bewegen, wurde das Boot mit Maschinengewehren beschossen und Thierry d’Argenlieu schwer verwundet. Nach seiner Genesung leitete er – auf Gehhilfen gestützt – im November als Befehlshaber der FNFL in Französisch-Äquatorialafrika an Bord der Savorgnan de Brazza die Marineoperationen in Gabun, Port-Gentil und Libreville, in Verbindung mit Colonel Leclercs Operationen an Land.
Zum Capitaine de Vaisseau befördert und zum Mitglied des Reichsrates ernannt, wurde Thierry d’Argenlieu mit Dekret vom 29. Januar 1941 zum Compagnon und Kanzler des kurz zuvor von de Gaulle gegründeten Ordre de la Libération (Orden der Befreiung) berufen. Vom 7. März bis 11. Mai reiste er auf Veranlassung von de Gaulles Mitarbeiterin Élisabeth de Miribel in diplomatischer Mission nach Kanada, um bei den dortigen überwiegend katholischen Frankokanadiern in Québec und Montreal für die Sache de Gaulles zu werben, eine Aufgabe, für die er als prominenter Vertreter des Freien Frankreich und als Provinzialsuperior seines Ordens prädestiniert war. Zwar gelang es ihm, sich den Respekt der Menschen zu erwerben, er konnte aber gegen den Widerstand der Frankokanadier gegen die Einführung der allgemeinen Wehrpflicht nur wenig ausrichten. Sie wurde dann auch erst 1942 mit den Stimmen des englischsprachigen Bevölkerungsteils eingeführt. Nach London zurückgekehrt wurde er im Juli zum Hochkommissar für den Pazifik in Nouméa, mit militärischer und politischer Gewalt, ernannt und im Dezember zum Contre-amiral befördert. Seine Aufgabe war es, die Verteidigung der freifranzösischen Territorien im Pazifik zu organisieren und sie auf den Krieg mit Japan vorzubereiten. Militärisch verfügte er über zwei Schiffe, den leichten Kreuzer Triomphant und den Aviso Chevreuil.

## Nach dem Krieg

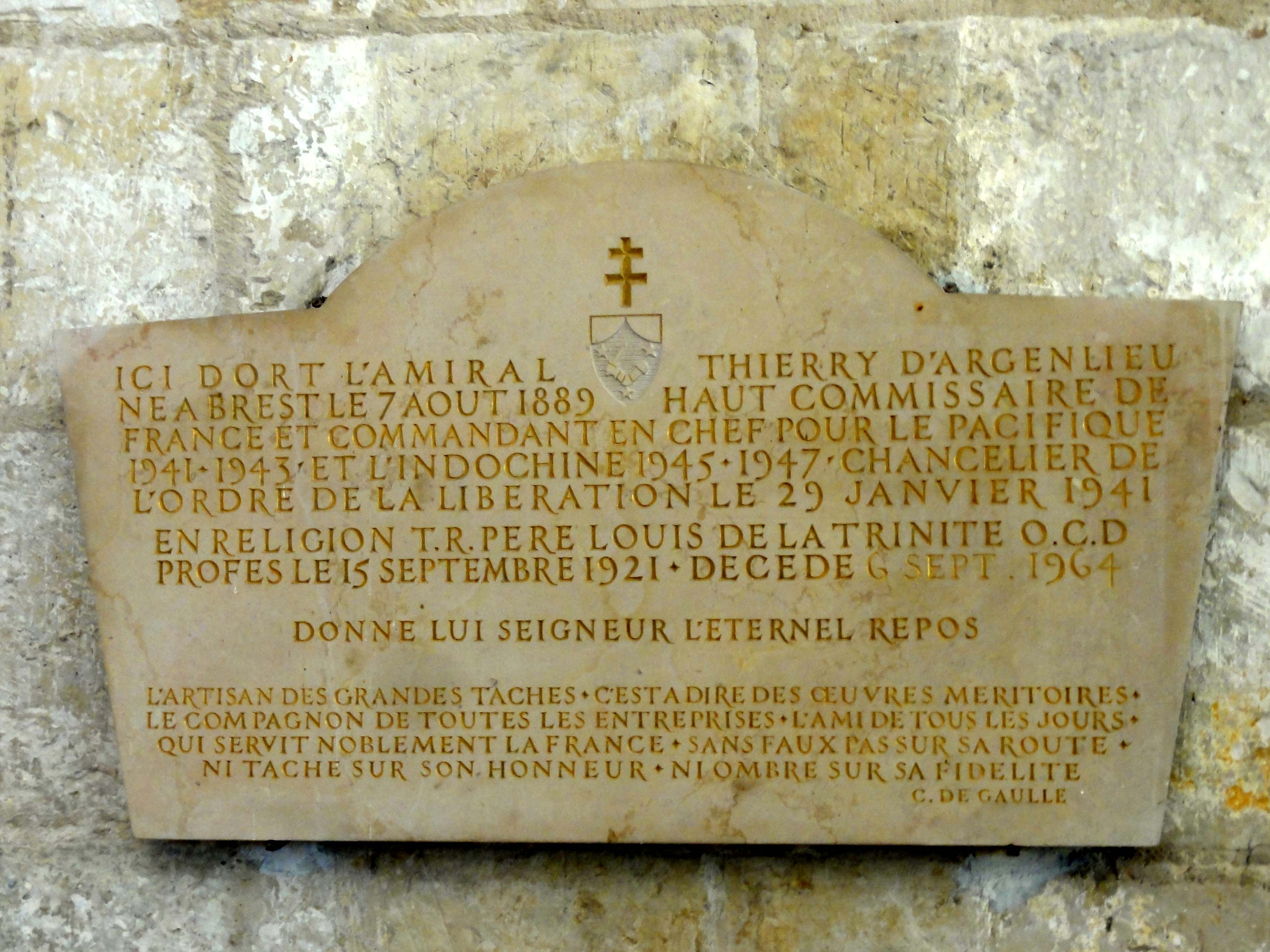
Epitaph für Georges Thierry d’Argenlieu in der Kirche von Avrechy

Nach dem Sieg der Alliierten wurde d'Argenlieu von de Gaulle zum Hochkommissar für Indochina bestimmt. Zusammen mit dem nunmehrigen Général de division Leclerc war er für die Wiederherstellung der französischen Souveränität über die Kolonie zuständig. Dabei wurden weite Teile des Landes gewaltsam gegen die zurückweichenden Viet Minh besetzt. d'Argenlieu erwarb sich durch seinen kompromisslosen Standpunkt gegenüber den vietnamesischen Nationalisten den Ruf eines Hardliners in der Indochinafrage. Er wurde nach Frankreich zurückberufen und zum 1. April 1947 von Emile Boullaert abgelöst. d’Argenlieu zog sich in das Karmeliterkloster in Brest zurück und nahm sein Ordensleben wieder auf, fungierte aber noch bis 1958 als Ordenskanzler des Ordre de la Libération. Er wurde in Anwesenheit Charles de Gaulles in der Kirche St. Lucien in Avrechy beigesetzt; der Epitaph trägt einen von de Gaulle formulierten Nachruftext.

## Werke
- La Croix de la Libération. – Paris: Imprimérie Chassaing, 1951
- Souvenirs de guerre, juin 1940–janvier 1941. – Paris: Plon, 1973
- Chronique d'Indochine 1945–1947. – Paris, Albin Michel, 1985